# Corriente Batllista Independiente
La Corriente Batllista Independiente (CBI) es un sector político que integra el Partido Colorado de Uruguay y que se define como socialdemócrata y republicano.
Surgió en los meses previos al plebiscito constitucional de 1980 como un sector joven opuesto a la dictadura cívico-militar y se perfiló en la transición democrática como la izquierda del Partido Colorado. Algunos de sus miembros habían sido integrantes del movimiento de izquierda GAU. El 24 de noviembre de 1980 la CBI organizó en el Cine Arizona de Montevideo un acto en favor del voto por el NO en el plebiscito. En ese acto se leyó una proclama que había sido redactada por Manuel Flores Silva, Enrique Alonso Fernández y Ope Pasquet. El momento culminante del acto fueron las palabras de cierre de Enrique Tarigo, que fueron muy aplaudidas.
En las elecciones internas de los partidos políticos celebradas en 1982 la CBI se presentó con el distintivo BCH. Otros dirigentes de la CBI inicial, como Enrique Tarigo, Luis Hierro López y Ope Pasquet, formaron otra agrupación, Libertad y Cambio, que se presentó con el distintivo ACE. Durante este período de transición hacia la democracia el líder del sector, Manuel Flores Silva, editó el semanario Jaque. Años después volvería al periodismo con la revista Posdata.
En las elecciones generales de 1984 la CBI obtuvo dos bancas en la cámara de diputados, Víctor Vaillant y Daniel Lamas, y una en el senado, Manuel Flores Silva; también aportaron un subsecretario a la cartera de Economía en la figura de Luis Mosca. Aunque respaldó al gobierno de Julio María Sanguinetti elegido en 1984, más tarde se convirtió en un sector de oposición a la mayoría partidaria, liderada por el propio Sanguinetti y por Jorge Batlle y Enrique Tarigo. 
Previo a las elecciones de 1989 la CBI se fracturó. El diputado Víctor Vaillant formó su propia agrupación, el Movimiento de Reafirmación Batllista. En dichas elecciones la CBI obtuvo una magra votación, no consiguiendo ningún cargo en el Parlamento. Flores Silva retornó a la política en las elecciones internas de 2004, en las que la CBI volvió a obtener un escaso apoyo.
La CBI se define como parte de la renovación del Partido Colorado y actualmente continúa como sector.
En 2012 se integró al Ala Batllista, sector independiente que se define como alternativa a las corrientes mayoritarias del Partido Colorado